# Arcosur
Arcosur es un barrio de la ciudad de Zaragoza (España). Limita con los barrios de Rosales del Canal por el noroeste, Montecanal por el noreste, y Valdespartera por el este. Tiene una población aproximada de 7000 habitantes. Desde el 23 de febrero de 2018, pertenece al Distrito Sur, que está regido por una Junta Municipal.

## Servicios

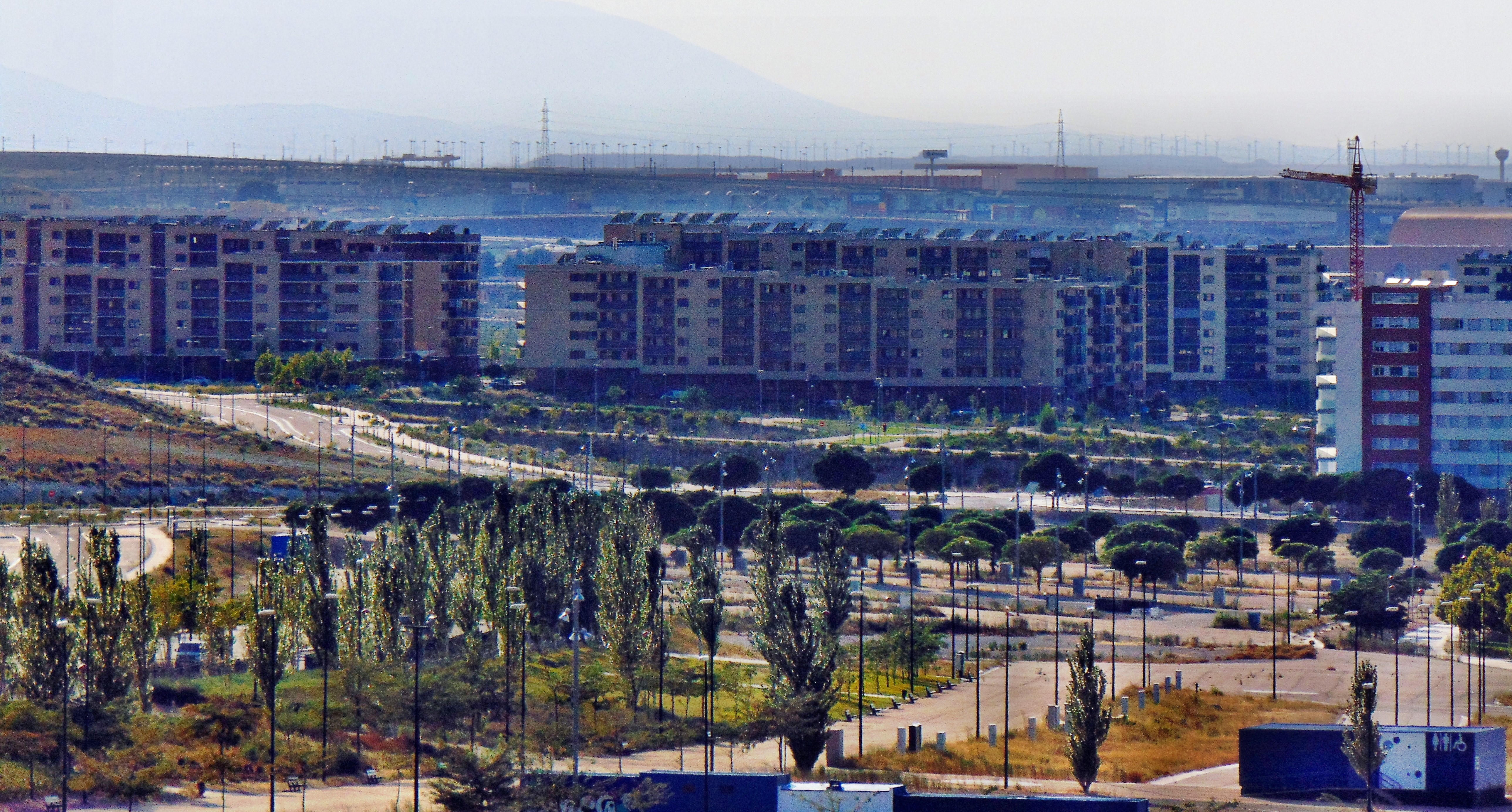

Las seis principales avenidas del barrio son la "Avenida del Cierzo", la "Avenida 21 de junio de 2009", "Avenida de los Cañones de Zaragoza", la "Avenida del Torico", el "Paseo de los Arqueros", y la "Avenida Patio de los Naranjos", donde se concentran la mayor parte de los servicios.
Durante 2013, se inauguraron dentro del barrio un bar-restaurante y un bazar-comercio en el que adquirir artículos de todo tipo, ambos situados en la avenida Patio de los Naranjos.
El centro comercial Plaza Imperial se encuentra a menos de un kilómetro del barrio, al que se puede llegar en menos de 5 minutos a través del nuevo enlace estrenado a finales de 2013, que une el barrio directamente con Plaza por detrás de la Z-40 y de la Feria de Muestras. Dicho centro comercial cuenta con tiendas de moda, deporte, decoración, locales de restauración, salas de cine, gimnasio, etc.
También muy próximo está un supermercado de la cadena Mercadona situado en la avenida de Casablanca (barrio de Valdespartera), así como un supermercado Alcampo situado en la carretera de Madrid, a la altura del barrio de Valdefierro.
El 20 de abril de 2017, fue abierto al público el campo de Golf, el cual cuenta con 9 hoyos, campo de prácticas de 320 metros de fondo, putting green y zona de approach. Tiene un sistema de iluminación de última generación.
El 24 de octubre de 2017, estrenó su primer espacio para la práctica deportiva "Instalación Deportiva Elemental (IDE)", conocida popularmente como «potrero».
El 9 de abril de 2018, se inauguró la primera fase del CIP de Arcosur que costó 2,3 millones de euros. Tiene nueve aulas de Infantil, aseos, sala de psicomotricidad y almacén, despacho de dirección, sala de profesores, conserjería y reprografía, almacén general, cuarto de limpieza, así como zonas de comunes entre las que se incluyen el comedor.
El 2 de diciembre de 2022, abrió sus puertas su primer supermercado, Coaliment en el número 11 del paseo de los Arqueros.

## Historia

Panorámica del periodo de obras y construcción del barrio, el 11 de septiembre de 2011.

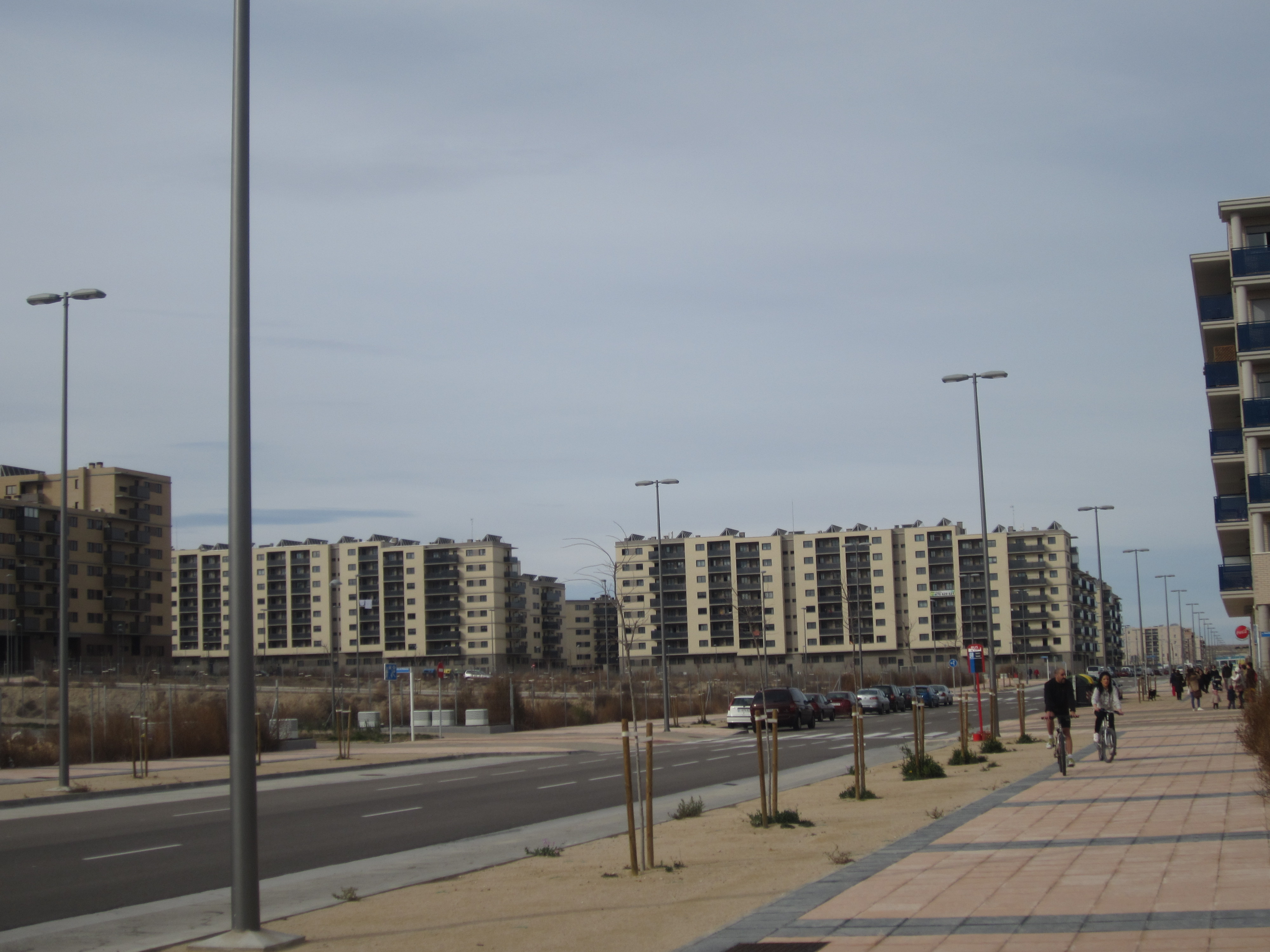

La primera piedra del barrio se puso el 21 de junio de 2009, y es por eso por lo que una de las principales avenidas está dedicada a esta fecha tan señalada para todos los vecinos. El 30 de octubre de 2012, a las 09:00 am, fue retirada la valla que separaba el barrio del resto de la ciudad y unos 602 vecinos recibieron las llaves de sus viviendas, estos dos hechos marcaron la inauguración de Arcosur.
Gracias a la línea 59 de Autobuses Urbanos de Zaragoza, el barrio está comunicado con el inicio de la línea 1 del Tranvía de la ciudad. El 29 de mayo de 2014, tras reunirse la asociación de vecinos con la consejera de Servicios Públicos del Ayuntamiento de Zaragoza, se aceptaron varias modificaciones de la línea 59  proporcionando un enlace completo con la línea 41, tanto al salir del barrio como al volver desde el centro de la ciudad. Además, con esta reordenación, se crean enlaces con las líneas 54, 55 y 56. A principios de 2014, también se puso en marcha la ampliación de la línea búho N4 (bus en horario nocturno) llegando hasta Arcosur.
A finales de 2009, con las obras ya comenzadas, se hizo una votación por Internet entre los vecinos para elegir los nombres de las calles del barrio, y dado que la mayoría de los vecinos del barrio están entre los 25 y 35 años, los videojuegos han formado una importante parte de su vida, y por eso junto con diversos monumentos de España y varios accidentes geográficos del Pirineo aragonés, fueron elegidos como nombres para múltiples calles y avenidas del barrio.

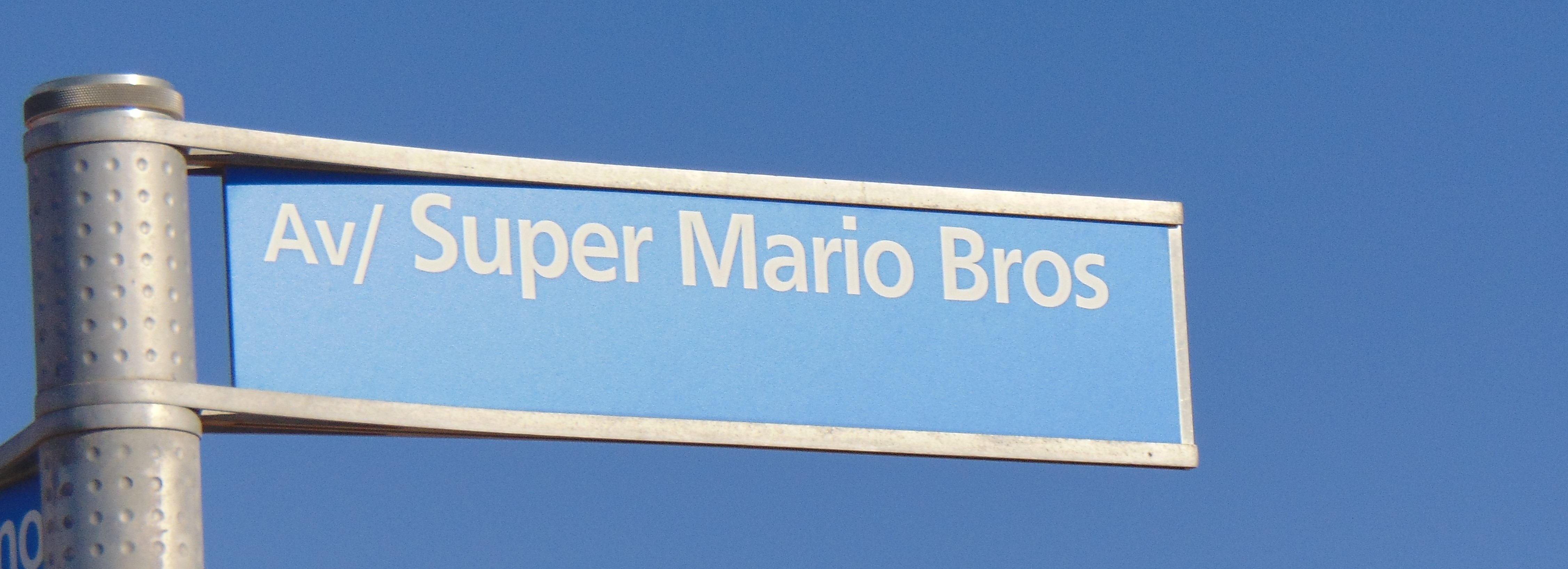

Por este hecho, y principalmente por la inauguración de la avenida dedicada a Super Mario Bros, Arcosur apareció en distintos medios de prensa tradicional, en importantes páginas de videojuegos y tecnología de España y Hispanoamérica e incluso llegando a aparecer en publicaciones internacionales.
El 1 de agosto de 2025, Zaragoza inauguró su primera turborrotonda, que con 110 metros de diámetro es una de las más grandes de España.  Está situada en el enlace de Arcosur con la N-2.

## Fiestas
- Las fiestas del barrio se celebran en junio. En las llevadas a cabo en el año 2013 (las primeras que se celebraron dentro del barrio) se montaron hinchables para los más pequeños y se llevaron a cabo actividades variadas para los mayores, como conciertos, toro mecánico, y clases de fitness al aire libre. Se celebra en el fin de semana más próximo al día 21, para conmemorar el aniversario de la puesta de la primera piedra de Arcosur llevada a cabo en 2009.
- En octubre se celebran las Fiestas del Pilar, con diversas actividades en el recinto ferial de Valdespartera (barrio con el que limita).